# Necvijeće
Necvijeće (en serbe cyrillique : Нецвијеће) est un village de Bosnie-Herzégovine. Il est situé sur le territoire de la ville de Trebinje et dans la république serbe de Bosnie. Selon les premiers résultats du recensement bosnien de 2013, il compte 96 habitants.

## Géographie
Le village est situé à l'est de Trebinje, au bord de la Trebišnjica, un cours d'eau qui débouche pour une part dans la mer Adriatique et se jette pour une autre part dans la Neretva.
Il est entouré par les localités suivantes :
|          | Jasen Budoši Donje Vrbno |                  |
| Trebinje | Necvijeće                | Donje Grančarevo |
|          | Arslanagića Most         |                  |

## Histoire
Dans le village, l'église de la Dormition-de-la-Mère-de-Dieu est inscrite sur la liste provisoire des monuments nationaux de Bosnie-Herzégovine.

## Démographie

### Évolution historique de la population dans la localité
| 1948 | 1953 | 1961 | 1971 | 1981 | 1991 | 2013 |
| ---- | ---- | ---- | ---- | ---- | ---- | ---- |
| -    | -    | 165  | 143  | 151  | 110  | 96   |

|  |

### Répartition de la population par nationalités (1991)
En 1991, les 110 habitants du village étaient tous serbes.